# Цона Артиђанале Кардаунер (Болцано)
Цона Артиђанале Кардаунер је насеље у Италији у округу Болцано, региону Трентино-Јужни Тирол.
Према процени из 2011. у насељу је живело 44 становника. Насеље се налази на надморској висини од 1268 м.